# Stanisław Piekut
Stanisław Piekut (ur. 8 grudnia 1907 w Jarocinie, zm. 23 czerwca 1980 w Rzymie) − polonista, nauczyciel licealny i akademicki, działacz Polonii we Włoszech, podczas II wojny światowej żołnierz 2 Korpusu.

## Życiorys
Studiował filologię polską na uniwersytetach Jagiellońskim i Poznańskim, gdzie w 1934 obronił magisterium. Przed wybuchem II wojny światowej uczył w Szkole Handlowej w Czortkowie i liceum w Kałuszu. Po agresji ZSRR na Polskę znalazł się na terenie okupacji sowieckiej. Aresztowany przez NKWD i  deportowany na Syberię. W 1942 roku trafił do armii Andersa, z którą opuścił latem 1942 ZSRR. W Palestynie był współzałożycielem Dywizyjnego Kursu Gimnazjalnego przy 3 Dywizji Strzelców Karpackich. Jako nauczyciel w szkołach przy 2 Korpusie uczył do 1946 roku.
Po zwolnieniu z wojska zamieszkał w Rzymie. W 1948 roku ukończył studia doktoranckie na Uniwersytecie Rzymskim. Wykładał literaturę i język polski w Istituto Universitario Orientale w Neapolu. Był autorem podręcznika gramatyki polskiej Corso di lingua polacca (1972, wydany później pod tytułem Grammatica polacca), publikacji naukowych, tłumaczem i recenzentem. Działał w organizacjach polonijnych, publikował również w periodykach emigracyjnych. Już po śmierci zostały opublikowane jego wspomnienia Settembre 1939: Dalla Polonia alla Russia di Stalin (Rzym, 1983), w przekładzie polskim Pod krwawym niebem: Z Polski do Rosji Stalina wydane w 1986 roku przez Polską Fundację Kulturalną w Londynie.
Członek Polskiego Towarzystwa Naukowego na Obczyźnie (od 1961).